# Ronnie Vannucci, Jr.

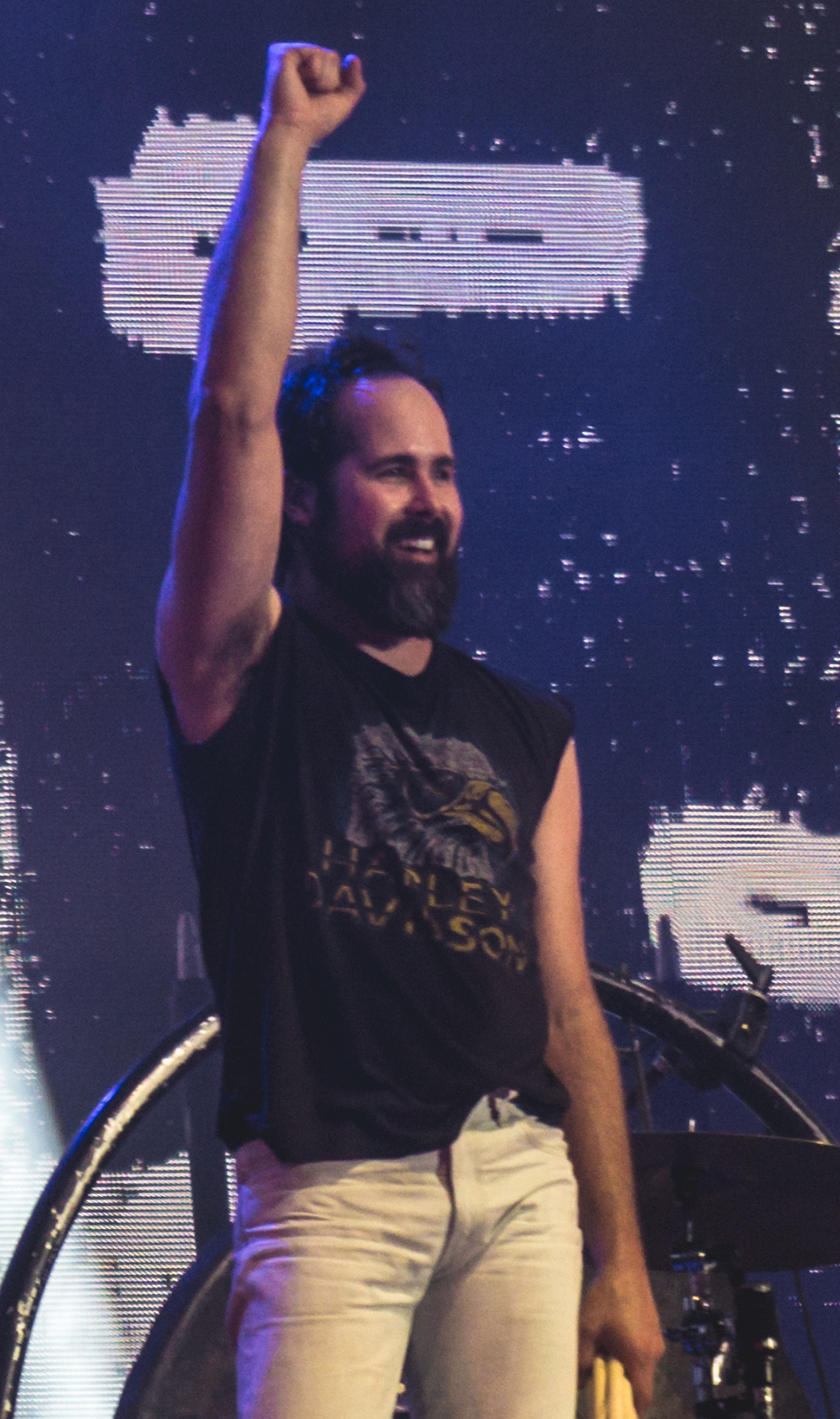
Ronnie Vannucci 2017.

Ronnie Vannucci Jr., född 15 februari 1976 i Las Vegas, Nevada, är en amerikansk musiker, känd som trummis i indierockbandet The Killers.
Som 6-åring blev Vannucci den yngsta musikern att uppträda i ett Las Vegas-band, då han spelade trummor åt Play that Funky Music White Boy på Caesars Palace. Enligt egen utsago brukade han som barn slå på allt som kunde användas som trummor.
Han har tidigare spelat i ska-punkbandet Atta Boy Skip, indierockbandet Expert on October (där han spelade tillsammans med Ted Sablay som spelade med The Killers under deras Sam's Town-turné) och i coverbandet Free Food. 2002 gick han med i The Killers.